# 370
370 (CCCLXX) var ett normalår som började en fredag i den julianska kalendern.

## Händelser

### Okänt datum
- Sachsarnas närvaro i Batavia[förtydliga] noteras av Ammianus Marcellinus.
- Valentinianus I och Valens utfärdar en lag, som förbjuder giftermål mellan romare och barbarer vid hot om dödsstraff.
- Valentinianus och Valens utfärdar ett edikt, som förbjuder import av vin och olivolja från områden, som kontrolleras av barbarer.
- Ostrogoterna besegras och invaderas av hunnerna. Visigoterna går över Donau.
- Basileios den store blir biskop av Caesarea.
- Demofilos blir patriark av Konstantinopel, även om Evagrius gör honom rangen stridig.
- Johannes Chrysostomos blir döpt.
- Tidigare Qin erövrar Tidigare Yan i Kina.
- Hunnerna krossar alanernas imperium samt korsar både Volga och Don.

## Födda
- Pharamond, legendarisk frankisk hertig
- Hypatia, egyptisk matematiker
- Alarik, kung över visigoterna

## Avlidna
- Lucifer Calaritanus, grundare av Luciferiansekten
- Eudoxius, patriark av Konstantinopel